# Androctonus liouvillei
Espèce
Synonymes
- Buthus liouvillei Pallary, 1924

Androctonus liouvillei est une espèce de scorpions de la famille des Buthidae.

## Distribution
Cette espèce se rencontre au Maroc et en Algérie.

## Description
Androctonus liouvillei mesure jusqu'à 75 mm.

## Étymologie
Cette espèce est nommée en l'honneur de Jacques Liouville.

## Publication originale
- Pallary, 1924 : « Description de trois scorpions nouveaux du Maroc. » Archives de l'Institut Pasteur d'Algérie, vol. 2, no 2, p. 219-222.